# CDU/CSU
CDU/CSU, neuradno Unionsparteinen ali Unija, je desnosredinska krščansko-demokratska politična zveza dveh političnih strank v Nemčiji: Krščansko demokratske zveze Nemčije (CDU) in Krščansko socialne unije na Bavarskem (CSU).
V skladu z nemško zvezno volilno zakonodajo člani poslanske skupine, ki imajo iste osnovne politične cilje, ne smejo tekmovati med seboj v nobeni zvezni deželi.  CSU na volitvah nastopa samo na Bavarskem, CDU pa deluje v drugih petnajstih nemških deželah. CSU odraža tudi posebne skrbi pretežno podeželskega, katoliškega juga. Stranki uradno ostajata popolnoma neodvisni s svojim vodstvom in le nekaj skupnimi organizacijami na podlagi problemov ali starosti, zaradi česar je zavezništvo neformalno. V praksi pa odbori strank usklajujejo svoje odločitve in vodja ene stranke je običajno povabljen na konvencije drugih strank.
Tako CDU kot CSU sta članici Evropske ljudske stranke in Mednarodne demokratske zveze. Obe stranki sta tudi članici skupine Evropske ljudske stranke v Evropskem parlamentu. CDU in CSU imata skupno mladinsko organizacijo, Mladinsko zvezo, skupno dijaško organizacijo, Schüler Union Deutschlands, skupno študentsko organizacijo, Združenje študentov krščanskih demokratov in skupno organizacijo Mittelstand, Mittelstands- und Wirtschaftsunion.

## Voditelji skupine v Bundestagu
- Konrad Adenauer (1949)
- Heinrich von Brentano (1949–1955; 1961–1964)
- Heinrich Krone (1955–1961)
- Rainer Barzel (1964–1973)
- Karl Carstens (1973–1976)
- Helmut Kohl (1976–1982)
- Alfred Dregger (1982–1991)
- Wolfgang Schäuble (1991–2000)
- Friedrich Merz (2000–2002)
- Angela Merkel (2002–2005)
- Volker Kauder (2005–2018)
- Ralph Brinkhaus (2018–2022)[5]
- Friedrich Merz (2022– )